# Liguero

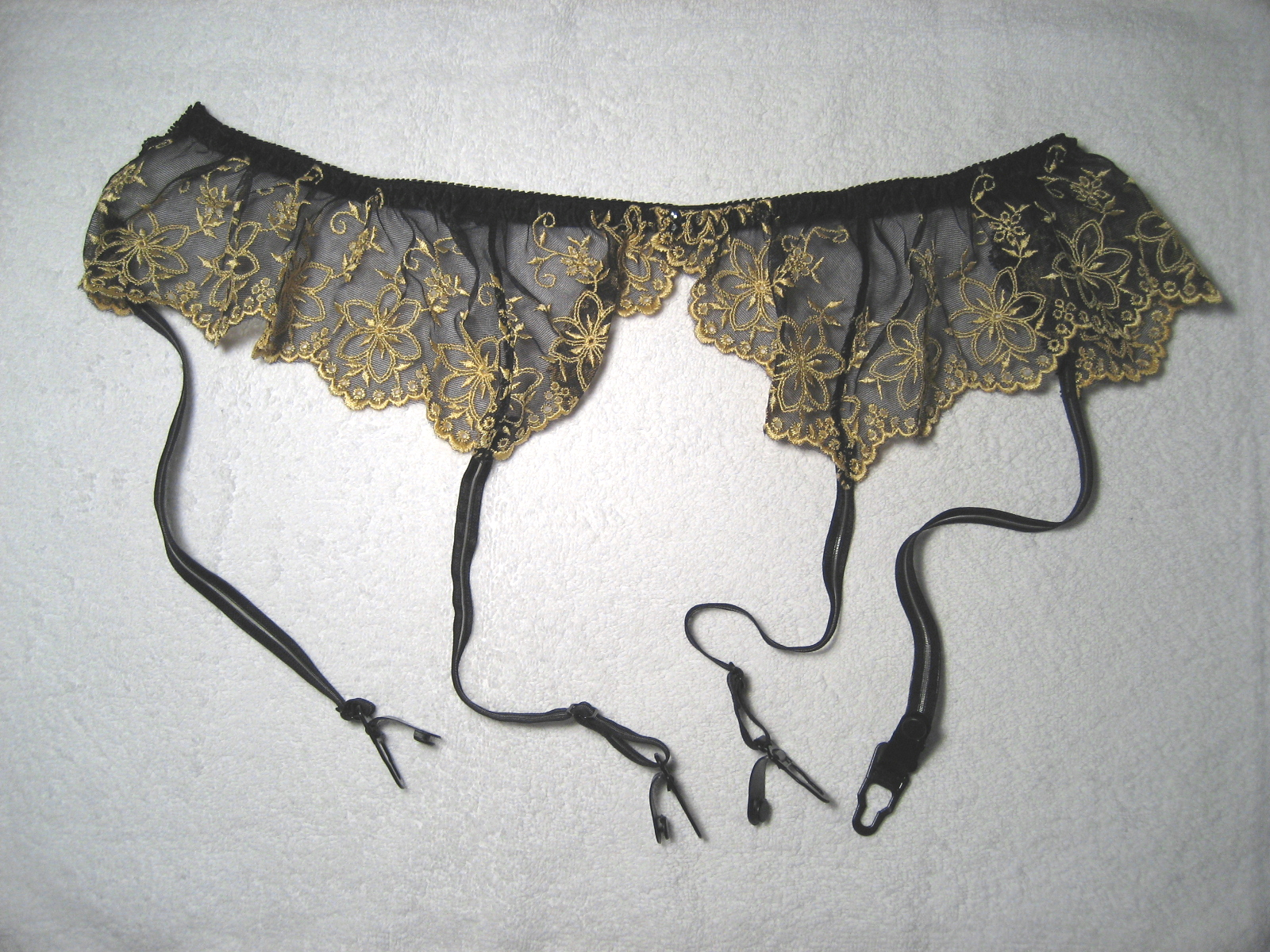
Liguero

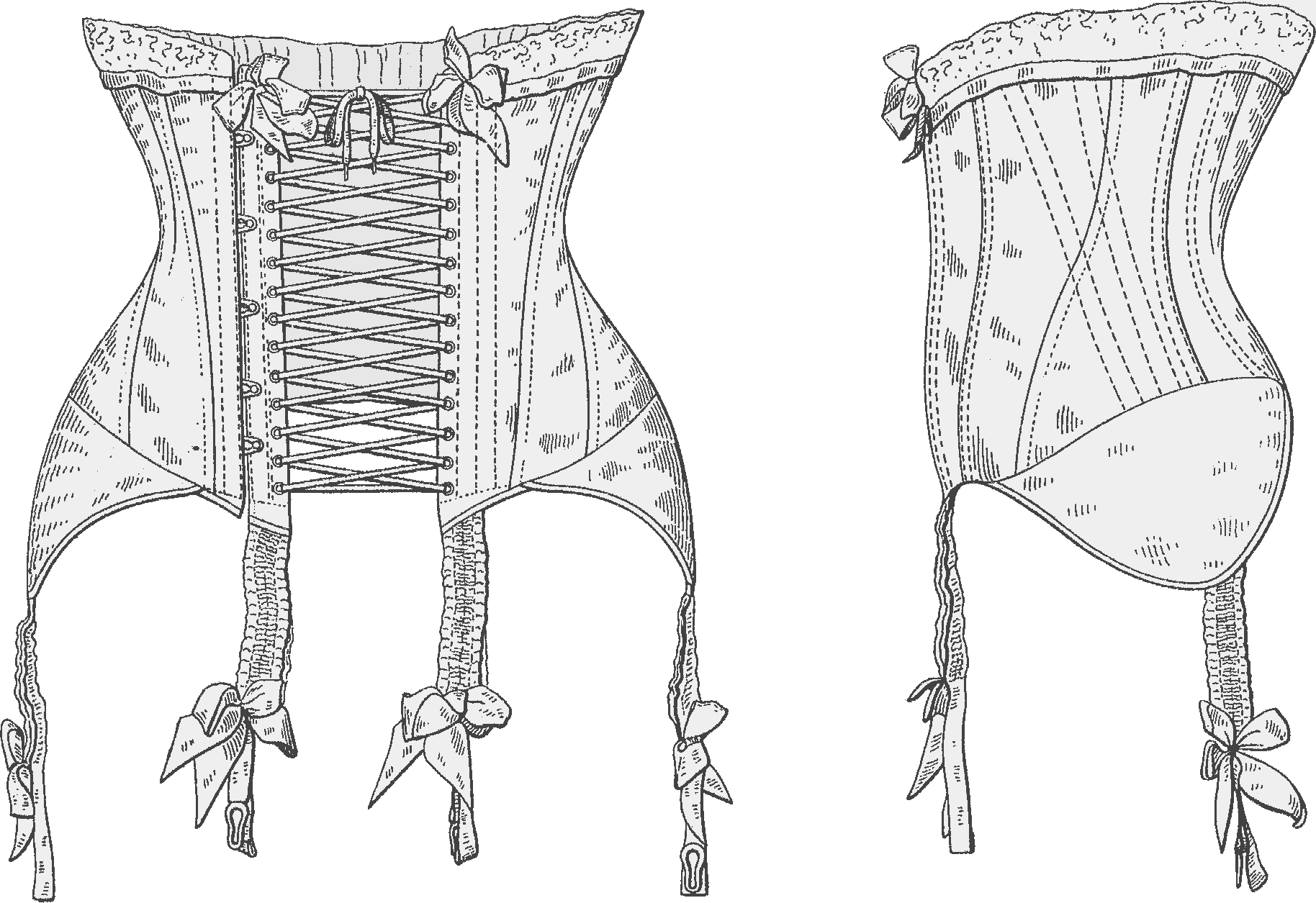
Liguero incorporado a un corsé

El liguero o portaligas es una prenda interior que sirve para sujetar las medias femeninas y solamente se usa con vestido o falda. Un tipo especial de liguero se utilizó para sujetar los calcetines masculinos.
Se sujeta a la cintura de donde suelen partir dos elásticos por delante y otros dos por detrás para sujetar las medias por la parte de la liga; el número de elásticos varía (6, 8 o más). El liguero puede estar incorporado en otra prenda, por ejemplo  un corsé.
A lo largo del siglo XX el liguero se fue consolidando como un símbolo del erotismo.
Otras prendas que incorporan el liguero pueden ser:
- Una combinación
- Pantys simulando unas medias y un liguero, todo de una pieza.
- La propia bragas